# La diva Julia - Being Julia
La diva Julia - Being Julia (Being Julia) è un film del 2004 diretto da István Szabó e interpretato da Annette Bening e Jeremy Irons.
La sceneggiatura di Ronald Harwood è tratta dall'omonimo romanzo di William Somerset Maugham del 1937.

## Trama
Julia Lambert è primattrice nella Londra dei tardi anni '30. Non più giovanissima e condannata a primeggiare, la donna vive una vita da star apatica, tra le solitudini dello spettacolo ed un matrimonio "aperto" con il proprio marito/agente. Cedendo alle attenzioni di un giovanissimo pretendente americano, Julia ritroverà l'entusiasmo perduto e si abbandonerà senza riserve ad un amore a doppio taglio. Tra vendette e gelosie, vita reale e teatro si fonderanno per l'attrice in un inscindibile amalgama.

## Riconoscimenti
- 2005 - Premio Oscar
  - Nomination Migliore attrice protagonista a Annette Bening
- 2005 - Golden Globe
  - Migliore attrice in un film commedia o musicale a Annette Bening
- 2004 - Satellite Award
  - Migliore attrice in un film commedia o musicale a Annette Bening
- 2004 - National Board of Review Awards
  - Miglior attrice a Annette Bening